# Marquinho (municipio)
Marquinho es un municipio brasileño del estado del Paraná. Su población estimada en 2010 era de 4.983 habitantes.